# 美国心理学家
《美国心理学家》（英語：American Psychologist），是美国心理学会官方的同行评审学术期刊。该刊及时发表广泛关注的高影响力文章。论文包括经验报告和学术评论，涵盖科学、实践、教育和政策。目前的總編輯为哈里斯·庫珀。